# Siponnus stimulatus
Siponnus stimulatus – gatunek kosarza z podrzędu Laniatores i rodziny Epedanidae. Jedyny znany przedstawiciel monotypowego rodzaju Siponnus.

## Występowanie
Gatunek jest endemitem malezyjskiej wyspy Penang.